# Uppsalska stolnica
Uppsalska stolnica (švedsko Uppsala domkyrka ) je stolnica, ki stoji med univerzitetno dvorano Univerze v Uppsali in reko Fyris v središču Uppsale na Švedskem. Kot cerkev Švedske cerkve, nacionalne cerkve, v luteranski tradiciji, je Uppsalska stolnica sedež uppsalskega nadškofa, primasa Švedske. Je tudi grobnica kralja Erika IX. (ok. 1120–1160, vladal 1156–1160), ki je postal zavetnik naroda, in je bila tradicionalno mesto kronanja novih švedskih kraljev.
Sedanji nadškof je Martin Modéus, škofinja pa Karin Johannesson.
Stolnica izvira iz poznega 13. stoletja in je z višino 118,7 metra najvišja cerkev v nordijskih državah. Prvotno zgrajena v času rimskega katolicizma, je bila dolgo časa po protestantski reformaciji uporabljena za kronanja švedskih monarhov. Več njenih kapel je bilo preurejenih v grobnice švedskih monarhov, vključno z Gustavom Vaso in Ivanom III. Tu so pokopani tudi Carl Linnaeus, Olaus Rudbeck, Emanuel Swedenborg in več nadškofov.
Cerkev so v francosko-gotskem slogu zasnovali francoski arhitekti, vključno z Étienneom de Bonneuilom. Ima obliko [[latinski križ|križa]g, ki ga tvorita ladja in transept. Večina stavbe je bila zgrajena med letoma 1272 in 1420, zahodni konec pa je bil dokončan šele sredi 15. stoletja. Kmalu zatem sta bila na zahodnem koncu cerkve zgrajena dva stolpa. Kasneje so bili dodani visoki zvoniki, po požaru leta 1702 pa jih je Carl Hårleman leta 1735 okrasil z nizkimi čeladami. Popolnoma ju je preoblikoval Helgo Zetterwall, ki je v 1880-ih izvedel znatne spremembe stavbe. Glavni gradbeni material stolnice je opeka, stebri in številni detajli pa so iz gotlandskega apnenca.
Vsi oboki so bili zgrajeni po prvotnem načrtu iz 13. stoletja, čeprav so bili nekateri postavljeni šele okoli leta 1440. Poleg umetniških del v pogrebnih kapelah si je v Muzeju zakladnice mogoče ogledati tudi več starejšega cerkvenega pohištva. Leta 1702 je bilo v velikem požaru uničenih veliko elementov. Med obnovitvenimi deli, ki so bila izvedena v sedemdesetih letih 20. stoletja, so odkrili in restavrirali številne srednjeveške freske, ki so bile po reformaciji prebeljene.

## Zgodovina
Ob koncu vikinške dobe je bil poganski tempelj v Gamli Uppsali (Stara Uppsala), približno 5 kilometrov severno od današnje Uppsale, nadomeščen s krščansko cerkvijo. Čeprav natančen datum izgradnje ni znan, je bil Siward leta 1123 od bremensko-hamburškega nadškofa posvečen za škofa Uppsale. Vendar ni gotovo, ali je Siward sploh kdaj prevzel funkcijo, saj je bil izgnan in je bil v začetku 1130-ih let v Nemčiji. Katalog škofov omenja Severeinusa kot prvega škofa in morda je bil Siwardov naslednik. Henrik, »finski apostol«, je bil četrti škof. Leta 1164 je Švedska postala nadškofija pod nadzorom Lunda. Prvi nadškof je bil cistercijanski menih Stefan iz Alvastre.
Potem ko je bila stolnica v Gamli Uppsali leta 1204 poškodovana v požaru, je kapitelj zaprosil Sveti sedež za dovoljenje, da stavbo preseli na večje mesto. Papež Aleksander IV. je tej prošnji leta 1258 ugodil pod pogojem, da se ime Uppsala ohrani. Na srečanju v Söderköpingu septembra 1270 sta nadškof Fulco Angelus in stolni kapitelj sklenila, da bo lokacija v Östra Arosu. Formalno dovoljenje za selitev je leta 1271 izdal škof Carolus iz Västeråsa, ki ga je papež imenoval za nadzor primera.
Okoli leta 1272 so se začela dela na gradnji nove stolnice v Östra Arosu blizu reke Fyris na jugu. Zgrajena je bila na mestu prejšnje kamnite cerkve, posvečene Sveti Trojici, ki je bila skoraj točno tam, kjer danes stoji prezbiterij stolnice. Tu je švedski zavetnik Eric Jedvardsson obiskoval mašo, preden je bil leta 1160 umorjen. Ime Uppsala se je ohranilo in okoliško mesto Östra Aros je kmalu ustrezno spremenilo svoje ime. Relikvije svetega Erika, zaklad Uppsale, so bile leta 1273 preseljene iz Gamle Uppsale na novo lokacijo, skupaj s formalno selitvijo nadškofije. Cerkev so zasnovali francoski arhitekti, čeprav ime avtorja podrobnih začetnih načrtov, ki je nadzoroval delo do leta 1281, ni zabeleženo. Leta 1287 je zadolžnica, ki jo je sestavil pariški provost, kril stroške, ki jih je imel mojster gradbenik Étienne de Bonneuil in njegovi pomočniki pri potovanju na Švedsko, da bi delali na gradnji stolnice v Uppsali. Étienneu pripisujejo dela na vzhodni in južni kapeli prezbiterija, transeptov in verjetno južnega portala, čeprav se zdi, da je pri večini svojih del natančno sledil načrtom svojega predhodnika. Napredek je bil počasen zaradi hladnega podnebja, kuge in številnih finančnih težav. Šele konec 14. stoletja so bila dela na začetnih načrtih končana, zlasti po zaslugi prispevka gradbenega mojstra Nikolausa fråna Västeråsa, ki je začel gradnjo ladje.
Ko jo je leta 1435 posvetil nadškof Olaus Laurentii, stolnica še vedno ni bila dokončana. Posvečena je bila sv. Lovrencu, ki je bil takrat zelo cenjen po vsej Švedski; svetemu Eriku, zavetniku Švedske (čeprav ga rimskokatoliška cerkev nikoli ni kanonizirala); in svetemu Olafu, zavetniku Norveške. Dokončana je bila v naslednjih desetletjih. Čeprav ni dokumentarnih zapisov o posvetitvi, obstaja več omemb iz istega obdobja na kapele stolnice, vključno z njihovimi oltarji, ki so bili posvečeni svetemu Križu, Devici Mariji ali drugim svetnikom. Zadnji glavni del stolnice, stolpa, so bili zgrajeni med letoma 1470 in 1489. Stolnica je bila večkrat poškodovana v požaru, zlasti med velikim požarom leta 1702, ki je uničil velik del mesta. Restavratorska dela so bila končana šele sredi stoletja.
Cerkev ni bila redno mesto čaščenja laikov vse do reformacije. Rezervirana je bila za uradne obrede hierarhije katoliške cerkve (po kanonih stolnice). Župnijske cerkve v Uppsali so bile cerkev Svete Trojice ali Bondkyrkan, 'kmečka cerkev', kot so jo pogosto imenovali; cerkev svetega Petra; cerkev Naše Gospe; in frančiškanski samostan. Zadnje tri so bile zgrajene na vzhodni strani reke Fyris, ki je bila osrednje poslovno okrožje, in tako je še danes. Med reformacijo so jih zaporedoma porušili. Stolnica je bila do leta 1719 tudi cerkev kronanj za številne švedske kralje in kraljice. Stockholmska stolnica Storkyrkan je postala uradna cerkev kronanj po tem.
Med letoma 1885 in 1893 je arhitekt Helgo Zettervall (1831–1907) izvedel obsežna obnovitvena dela, s katerimi je želel stolnici dati videz francoske visoke gotike, čeprav je bil kritiziran, ker ni spoštoval prvotnega baltskega gotskega sloga stavbe. Stolpom je dodal tudi koničaste francoske zvonike, s čimer je stolnico dvignil na višino 118,7 m, tako da je bila tako visoka kot dolga. V poskusu, da bi stolnici dal vitkejši videz, je Zettervall znatno spremenil velike dele srednjeveških zunanjih opečnih zidov in odstranil dekorativna pobeljena »slepa okna« na zatrepih, ki so bila podobna tistim na bližnji cerkvi Svete Trojice.
Nadaljnja obnovitvena dela v zgodnjih 1970-ih so privedla do izboljšav v strukturi stavbe in so vključevala obnovo zidov in oken. Veliki deli cementnih dodatkov, ki jih je Zettervall dodal zunanji konstrukciji stolnice, so bili desetletja pozneje odstranjeni, saj so negativno vplivali na strukturo stavbe. Leta 1989 se je papež Janez Pavel II. udeležil ekumenske maše v stolnici v Uppsali z nadškofom Bertilom Werkströmom. Leta 2010 je bila nameščena protipožarna oprema, zamenjani pa so bili tudi električni in ogrevalni sistemi.

## Arhitektura
Stolnica je najvišja cerkvena stavba v Skandinaviji. Njena višina 118,7 m je enaka njeni dolžini, širina pa 45 m. Notranja višina je 27 metrov. Cerkev so v francoskem visokogotskem slogu zasnovali francoski mojstri, vključno z Étienneom de Bonneuilom. Zgrajena je visoko na gramoznem grebenu jugozahodno od reke Fyris, njen tloris v obliki latinskega križa pa je sestavljen iz triladijske bazilike (osrednja ladja, ki jo obdajata dve stranski ladji) z enoladijskimi transepti in štiridelnim prezbiterijem z ambulatorijem, obdanim s petimi kapelami. Sedemdelna ladja je na obeh straneh omejena s kapelami chantri. Začenši z vzhodnim koncem cerkve in kapelami, ki obdajajo prezbiterij, je bila večina stavbe zgrajena med letoma 1270 in 1420, zahodni konec ladje pa je bil dokončan šele sredi 15. stoletja, medtem ko so stolpi potrebovali še desetletja. Glavni material je rdeča opeka, vendar je bila stolnica zgrajena na kamnitih temeljih, stebri prezbiterija in številni detajli pa so iz gotlandskega apnenca. (Stebri ladje so bili prvotno iz opeke, vendar so bili zamenjani z apnencem kot del restavratorskih del, ki jih je med letoma 1885 in 1893 izvajal Helgo Zettervall.)
Dvojna stolpa na zahodnem koncu cerkve sta bila prvič omenjena leta 1563. Po požaru leta 1572 je bilo pod vodstvom Franciscusa Pahra, znanega po svojem delu na gradovih, narejenih več dodatkov tako v notranjosti kot zunanjosti cerkve. Dodani so bili stolp in vrhovi, ki jih je mogoče videti na starejših risbah, ter prvi zvoniki na zahodnih stolpih, ki jih je zasnoval Antonius Watz. V 1690-ih je Nikodemus Tessin vzhodno od južnega transepta zasnoval novo grobno kapelo, kar je bila najpomembnejša sprememba načrta stolnice od srednjega veka. Od zunaj je njegov načrt spoštoval tradicije srednjeveške arhitekture z visokimi gotskimi okni, notranjost pa je bila okrašena v Tessinovem običajnem klasičnem baročnem slogu.
V 17. stoletju sta bila stolpa preoblikovana v slogu nizozemske renesanse, vendar so ju po hudem požaru leta 1702 začasno nadomestili nizki leseni vrhovi. Hkrati so odstranili opornike, kar je stolnici dalo precej preprost videz, ki ga prikazujejo slike iz tistega obdobja. Šele leta 1740 so bili nameščeni bakreno obloženi zvoniki, ki jih je zasnoval Carl Hårleman. Hkrati je Hårleman opravil pomembna dela na zahodni fasadi. Današnja stolpa sta delo Helga Zettervalla, ki ju je v 1880-ih popolnoma obnovil in znatno povečal njuno višino. Po hudem požaru leta 1702 so odstranili prvotne oporne stebre in zgradili višjo streho.
Čeprav so stolnico zasnovali francoski arhitekti, se od stolnic severne Francije razlikuje po številnih značilnostih. Predvsem je v bistvu zgrajena iz opeke in ne iz kamna. Opeko bi bilo mogoče zlahka proizvajati lokalno, kamen pa uvažati iz oddaljenih kamnolomov Gotlanda. Ker opeka in malta nista tako močni kot kamen, so morale biti stene debelejše, čeprav so bili stebri, potrebni za podporo obokanega stropa prezbiterija, izdelani iz apnenca (čeprav so tisti v ladji iz opeke). Tudi portal severnega transepta je zgrajen iz apnenca, nedvomno zato, ker je bil potreben za podporo rozete, ki je prav tako strukturirana iz apnenca. Medtem ko sta prezbiterij in transept očitno francoskega oblikovanja, ladja, ki je bila zgrajena nekoliko kasneje, kaže nemške in švedske značilnosti. Rozeta nad severovzhodnim portalom, zgrajena okoli leta 1330, je še vedno v celoti francoska. Nicolaus iz Västeråsa, Šved, ki je od 1360-ih vodil dela na ladji, je očitno nekoliko spremenil prvotne načrte, dodal stranske kapele spovednic in vključil nekaj elementov nemškega izvora. Kljub temu so bili nameščeni križni oboki namesto zvezdastih, ki so bili takrat bolj pogosti. Dela na zahodnem koncu stavbe so se začela leta 1431 z gradnjo zahodnega portala, na katerega je vplival slog Vadstenskega samostana. Stolpa pa sta še vedno kazala značilnosti, značilne za francosko arhitekturo 13. stoletja, kar kaže na to, da so bili prvotni načrti takrat še vedno v uporabi. Na splošno Uppsalska stolnica kljub manjšim razlikam še vedno odraža slog stolnic severne Francije iz 13. stoletja.

## Notranjost

### Ladja
Obok nad prostorom za kronanja stoji 27 m nad točko, kjer transept prečka ladjo. Tukaj je bila od srednjega veka do leta 1719 kronana večina švedskih monarhov. Med obnovo v 1880-ih so bili notranji strop in stene stolnice okrašeni v neogotskem slogu. Nekatere upodobitve, kot je na primer ena od reformacijskih upodobitev Martina Luthra, so dodale figure, ki presegajo srednjeveško dediščino stolnice. Med obnovitvenimi deli, ki so bila izvedena v 1980-ih, so odkrili in restavrirali številne srednjeveške freske, ki so bile po reformaciji prebeljene. Glavni oltar se uporablja za bogoslužja v stolnici na najpomembnejše praznike v cerkvenem koledarju. Tukaj so tudi posvečeni vsi švedski škofje. Srebrni lestenec je iz leta 1647. Veliko Križanje iz srebra in kristala iz Orreforsa je bilo nameščeno leta 1976.

### Kapele
Največja kapela stolnice, kapela Vasa, na vzhodnem koncu prezbiterija, je bila prvotno znana kot kapela Device Marije. Kasneje je postala grobni spomenik za Gustava Vaso in njegovo družino. Dokončana je bila leta 1583 in je okrašena z nacionalnim grbom Švedske ter nekaterimi najstarejšimi znanimi švedskimi in finskimi grbi. Kapela Finsta ali kapela sv. Erika na severozahodnem vogalu prezbiterija hrani relikvije svetega Erika, zavetnika Švedske, ki je bil ubit leta 1160 na mestu, kjer je bila kasneje zgrajena stolnica v Uppsali. Njegovo svetišče so preselili iz prve stolnice v Gamli Uppsali takoj, ko so se začela dela na novi stavbi. Leta 1580 je kralj Ivan III. Švedski stalil njegovo svetišče, vendar ga je nadomestil z novim, pozlačenim, ki še vedno vsebuje Erikove relikvije in krono. Ime Finsta izvira iz posestva Uppland, kjer sta se rodila sodnik Birger Persson in njegova žena. V kapeli sta bila pokopana leta 1328. Relikvija njune hčerke svete Brigite, ki je shranjena v majhnem pozlačenem oltarju, je bila leta 1990 darovana s strani reda svete Brigite.
Zraven kapele Finsta je kapela Sture spominska grobnica treh članov družine Sture, ki jih je leta 1567 umoril kralj Erik XIV. Retabel (1520) prikazuje zgodbo Marijinih staršev, Ane in Joahima. Konec 16. stoletja je bila cerkvena zakristija preurejena v grobno kapelo za kraljico Katarino Jagelonsko, ženo kralja Ivana III., ki je prav tako pokopana tam. Jagelonska kapela je dobila ime po njej. Spomenik, okronan z marmornatim obokom, je zasnoval Willem Boy.

### Okna
Več oken je ohranilo svojo prvotno obliko in velikost. Prvotni vitražni okraski so bili skoraj v celoti izgubljeni v požaru leta 1702 in so bili preprosto nadomeščeni z navadnim steklom. Sedanji vitraži so bili dodani med prenovo konec 19. stoletja, večinoma pa jih je izdelalo göteborško podjetje Svenska Glasmåleri. Velika okna nad portali prikazujejo Trojico: Boga Očeta nad zahodnimi vrati, Boga Sina nad južnimi vrati (največjimi v cerkvi) in Boga Svetega Duha nad severnimi vrati. Rozeta na severnem portalu, izdelana iz apnenca, je najstarejša, nespremenjena od 13. stoletja.

### Zakladnica in artefakti
Muzej zakladnice stolnice, ki je v severnem stolpu, razstavlja številne zlate in srebrne predmete, ki so se uporabljali pri verskih obredih. Na ogled je tudi zbirka tekstilij, vključno z zlato obleko kraljice Margarete. Vidimo lahko tudi pokopne regalije Gustava Vase, Janeza III. in njunih žena.
Med drugimi artefakti v stolnici so tapiserije v spominski kapeli iz leta 1976, ki beležijo pomembne dogodke v zgodovini stolnice. Bogato okrašeno prižnico (1710), največjo na Švedskem, je zasnoval Nikodem Tessin, izrezljal pa Burchard Precht. Bila je darilo kraljice Hedvige Eleonore po požaru leta 1702. Med okraski so Janez Krstnik, ki pridiga v puščavi, sveti Pavel v Atenah in prilika o delavcih v vinogradu.
Eden od novih zvonov, nameščenih po uničujočem požaru leta 1702, se imenuje Thornan. Leta 1703 so ga švedske sile Karla XII. med veliko severno vojno odnesle iz Torunja na Poljskem kot vojni plen.
V kapeli Vasa je sedem velikih fresk, ki jih je v obdobju več let ustvaril Johan Gustaf Sandberg (1782–1854). Prikazujejo pomembne dogodke v življenju Gustava Vase. Ena najbolj znanih je Talet till dalkarlarna vid Mora kyrka (Govor prebivalcem Dalarne pred cerkvijo v Mora). Freske krasijo tudi oboke ladje.
Sprva je bila notranjost, tako kot v nekaterih celinskih stolnicah, okrašena z vzorci, ki so poudarjali ločna rebra in komponente portala. Celo opeka je bila pobarvana z rdečimi in belimi črtami. V 15. stoletju so bile v različnih delih cerkve naslikane freske figur v poznogotskem slogu z okrasnimi listi vinske trte. Sledi teh so našli v prezbiteriju in v kapeli, ki je bila prvotno posvečena sv. Eriku in sv. Olafu. Zdaj so temeljito restavrirane. Freske v prezbiteriju so verjetno naslikale v delavnici Albertusa Pictorja.

### Judensau
V stolnici je Judensau ('judovska svinja'), ki prikazuje več judovskih moških, ki sesajo prašiča. Uppsalska Judensau je verjetno delo potujočega nemškega umetnika, glede na priljubljenost antisemitskega motiva v nemško govorečih deželah.

## Pokopani pomembni ljudje
V stolnici je bilo pokopanih več švedskih monarhov in drugih pomembnih osebnosti:
- Gustav Vasa, švedski kralj iz 16. stoletja. Skoraj desetletje pred smrtjo je izrazil željo, da bi bil pokopan v stolnici. Pokopan je s svojimi tremi ženami, čeprav sta na sarkofagu, ki ga je zasnoval Willem Boy, upodobljeni le dve. Kralj in njegove žene so pokopani v nekdanji kapeli Device Marije. Edini preostali znak prvotnega namena kapele so naslikane rumene zvezde na modrem ozadju na obokanem stropu, simboli svete Marije v katoliški tradiciji.
- Ivan III. Švedski (umrl 1592), drugi sin Gustava Vase, in njegova druga žena Gunilla Bielke sta prav tako pokopana v kapeli Device Marije. Njegova prva žena, Katarina Jagelonska iz Poljske, ima svojo grobno kapelo na severni strani prezbiterija.
- Princesa Elizabeta (umrla 1597), najmlajša hči Gustava Vase, je pokopana v kapeli Finsta poleg kapele Device Marije.
- V kapeli Sture so pokopani plemiči Svante Sture (1517–1567) in njegova sinova Nils (1543–1567) in Erik (1546–1567), ki jih je v Sturejevih umorih ubil Erik XIV. Oblačila, ki so jih nosili v času smrti, so razstavljena v Muzeju zakladnic.
- Carl Linnaeus (1707–1778), svetovno znani botanik iz 18. stoletja in profesor na Univerzi v Uppsali, ima poleg kapele spomina spomenik, ki ga je zasnoval Tobias Sergel.
- Charles De Geer (1720–1778), industrialec, javni uslužbenec in entomolog.
- Olaus Rudbeck, švedski polihistor in eden od odkriteljev limfnega sistema.
- Emanuel Swedenborg, znanstvenik in mistik iz 18. stoletja. Prvotno ni bil pokopan tukaj, ampak so njegove posmrtne ostanke leta 1908 prepeljali v Uppsalo iz Anglije.
- Nathan Söderblom (1866–1931), nadškof Uppsale in prejemnik Nobelove nagrade za mir. Njegov grob je ob vznožju stopnic do glavnega oltarja.
- Erik Sveti, kralj iz 12. stoletja in nacionalni svetnik, čigar relikvije so v kapeli Finsta.
- Laurentius Petri (1499–1573), prvi švedski luteranski nadškof, pokopan ob vznožju stopnic oltarja.
- Relikvije sv. Brigite (1303–1373) so bile postavljene v svetišče v kapeli Finsta, ki ga navdihujejo oblačila reda svete Brigite.
- Folke Johansson Ängel, nadškof Uppsale (1267–1277)

V stolnicii je majhen spomenik Dagu Hammarskjöldu, nekdanjemu generalnemu sekretarju Združenih narodov, ki je bil posmrtno nagrajen z Nobelovo nagrado za mir. Na kamnu je napis:

Icke jag
utan Gud i mig

Dag Hammarskjöld 1905 – 1961
Prevod v je »Ne jaz, ampak Bog v meni.«